# 云南竹叶草
云南竹叶草（学名：Oplismenus patens var. yunnanensis）为禾本科求米草属下的一个变种。